# كلايد ويغان
كلايد ويغان (بالإنجليزية: Clyde Wiegand)‏ (و. 1915 – 1996 م) هو فيزيائي من الولايات المتحدة الأمريكية . ولد في أوكلاند، كاليفورنيا .

## التعليم
تعلم في جامعة كاليفورنيا، بركلي، وجامعة ويلاميت ‏